# Kloster der Unbeschuhten Karmeliten in Köln
Das Kloster der Unbeschuhten Karmeliten in Köln, der Konvent St. Maria, St. Joseph und St. Theresia im Dau (Nähe Severinstraße in Köln), entstand 1614 und war das erste Kloster des Ordens der Unbeschuhten Karmeliten (Ordo Carmelitarum Discalceatorum, OCD) im heutigen Deutschland. Es wurde 1802 infolge der Säkularisation aufgelöst. Die letzten Gebäude wurden 1945 abgerissen.

## Geschichte
Die beschuhten Karmeliten (OCarm) hatten bereits seit der Mitte des 13. Jahrhunderts ein Kloster in Köln am Waidmarkt. Aus einer Reformbewegung dieses Ordens, die von Teresa von Ávila und Johannes vom Kreuz im Jahr 1568 in Duruelo in Spanien initiiert worden war, entstand seit 1593 eine selbstständige Ordensgemeinschaft päpstlichen Rechts, die Unbeschuhten Karmeliten (OCD) als männlicher Zweig des Teresianischen Karmels.
Auf Vermittlung von Kaiser Ferdinand II. kamen 1613 die ersten Brüder der Unbeschuhten Karmeliten im Auftrag von Papst Paul V. und mit dem Einverständnis von Erzbischof Ferdinand von Bayern von Bologna nach Köln. Sie wurden angeführt von dem Spanier Tomas a Jesu (1564–1627), Generaldefinitor des Ordens, wohnten zunächst im Haus „Kräntzgen“ in der Sandkaul und nutzten die Thomaskapelle am Domhof. Der Rat der Stadt Köln wollte der Klostergründung nicht zustimmen, da er keine weitere Ordensniederlassung in Köln wünschte. Die Bedenken konnten vom päpstlichen Nuntius Antonio Albergati sowie von Erzherzog Albrecht VII. von Habsburg und General Ambrosio Spinola zerstreut werden, jedoch sollte der Konvent nicht mehr als 12 Mitglieder umfassen.
1615 erwarben die Karmeliten von den Geschwistern Hasselt einen Teil von deren 1579 erbautem Hof „zum Dau“ an der Severinstraße im Kölner Süden. Im Beisein von Nuntius Albergati und Erzbischof Ferdinand legten sie 1620 den Grundstein für Kirche und Kloster. Durch Blitzeinschlag brannten die Gebäude 1622 ab und mussten neu aufgebaut werden. Dadurch konnte die Kirche erst 1628 geweiht werden. 1626 wurde Köln zum Sitz einer Provinz des Ordens und des Noviziats. Die Karmeliten betreuten eine Marienbruderschaft der Skapulierbrüder bei ihrem Kloster und versahen die Seelsorge und Klosteraufsicht für die Unbeschuhten Karmelitinnen des Klosters „Maria vom Frieden“ in der Schnurgasse/Vor den Siebenburgen. Durch Schenkungen und Kauf hatte der Konvent Ländereien und zum Teil auch landwirtschaftliche Gebäude in mehreren Ortschaften, vornehmlich zwischen Köln und Bonn, die sie verpachteten. Weitere Einkünfte stammten aus Messstiftungen.
1795 umfasste der Konvent 20 Priester und sechs Laienbrüder. Das Kloster wurde infolge der Säkularisation 1802 aufgehoben. Grundstück und Gebäude erhielt die französische Militärverwaltung, die sie als Wohnungen für französische Veteranen nutzte. Als Köln 1815 preußisch wurde, wurde das Kloster Sitz des preußischen Proviantamtes. Ab 1816 wurde die Kirche zum Getreidespeicher umgebaut, das Gewölbe wurde entfernt, und vier Schüttböden wurden eingebaut. Nachdem der Militärfiskus das Gelände an die Stadt Köln verkauft hatte, wurde 1910 das Kloster zugunsten eines Exerzierplatzes abgerissen mit Ausnahme des Kapitelsaals, der als Trausaal diente. Auf dem Freigelände wurde eine Verbindungsstraße „Im Dau“ zwischen Severinstraße und Ulrichgasse neu angelegt. 1911 wurden Kirche und Kapitelsaal restauriert. In die Kirche wurde eine Zwischendecke eingezogen, ihr Obergeschoss wurde zusammen mit dem Kapitelsaal zum Hygienemuseum, das Untergeschoss wurde als Turnhalle für eine Volksschule genutzt. 1945 wurden alle Gebäude abgerissen.

## Kirche und Kloster

### Klosterkirche
Die 1628 geweihte Klosterkirche wurde von einem Baumeister namens Jodokus erbaut, der vermutlich mit dem süddeutschen Baumeister Christoph Wamser, dem Erbauer der Kirche St. Mariä Himmelfahrt, nach Köln gekommen war. Das Gebäude war nach Süden ausgerichtet. Mit der Nordfassade grenzte es an einen kleinen Vorhof, von dem ein etwa 40 Meter langer Verbindungsgang zur Severinstraße führte. Die kreuzförmige Anlage hatte zwei kurze Querarme und einen einjochigen Chor von geringer Tiefe. Das Langhaus war ein einschiffiger Saal mit vier rechteckigen Jochen, einer zweistöckigen Wandgliederung und Kreuzrippengewölbe; es hatte eine Breite von etwa 8,7 Metern und einer Länge von 43 Metern. Östlich besaß es eine Empore, westlich zwei Seitenkapellen, die dem heiligen Petrus und der Gottesmutter Maria gewidmet waren. Die Kirche besaß ein Satteldach und über der Vierung einen Dachreiter. Unter dem erhöhten Mönchschor befand sich eine Gruft zur Beisetzung von Gönnern des Konvents.
Die Nordfassade hatte eine reichhaltige Struktur. Über einem hochgestellten Rechteck befand sich als Abschluss ein Dreiecksgiebel aus Niedermendiger Lavagestein, der mit Obelisken geschmückt war. Das Eingangsportal darunter war von toskanischen Basalt-Säulen gerahmt und gekrönt von einer mit Ornamenten geschmückten Mariennische.
Der Hochaltar nahm die gesamte Stirnwand des Chores ein. Das Retabelbild (Öl auf Leinwand) zeigte die Einkleidung der heiligen Teresa mit dem Ordenskleid durch Jesus Christus, Maria, Josef und Petrus. Es wurde geschaffen von Jakob Schmitz nach einer Komposition von Gerard Seghers und ersetzte nach 1777 ein Vorgängerbild. Weitere Darstellungen an den Seitenaltären und der Kanzel zeigten Motive aus Legenden um die heilige Teresa, so ihre Transverberation und ihren Tod. Einige von ihnen sind verschollen, andere befinden sich im Wallraf-Richartz-Museum und im Karmelitinnenkloster St. Maria vom Frieden.

### Konventsgebäude
Das zweigeschossige Klostergebäude schloss mit der Sakristei westlich an die Kirche an und war von der Severinstraße aus zugänglich. Über der Sakristei befand sich ein Nonnenchor. Die Fassade war in der Formensprache der Spätrenaissance gestaltet. Der Komplex war um zwei Innenhöfe gruppiert. Der quadratische Kapitelsaal besaß eine Hängekuppel.